# Jean Vinois
Jean Charles Léon Farnand Vinois (Elzele, 18 juli 1896 - 28 mei 1965) was een Belgisch senator en burgemeester.

## Levensloop
De industrieel Vinois werd in 1932 gemeenteraadslid van Elzele en was er van 1947 tot 1964 burgemeester.
Hij werd liberaal senator
- van 1950 tot 1954 als provinciaal senator voor Henegouwen;
- van 1954 tot 1958 als senator voor het arrondissement Doornik.